# Рафаэл Садик
Рафаэл Сади́к (англ. Raphael Saadiq; настоящее имя — Чарли Рэй Уиггинз (англ. Charlie Ray Wiggins); род. 14 мая, 1966 г. Окленд , Калифорния, США 

## Дискография

### Альбомы
- Instant Vintage (2002)
- All Hits at the House of Blues (2003)
- Ray Ray (2004)
- The Way I See It (2008)
- Stone Rollin’ (2011)
- Jimmy Lee (2019)